# امیلیو وی‌یرا
امیلیو وی‌یرا (اسپانیایی: Emilio Vieyra‎؛ ۱۲ اکتبر ۱۹۲۰ – ۲۵ ژانویه ۲۰۱۰) یک کارگردان فیلم، فیلم‌نامه‌نویس، تهیه‌کننده فیلم، و هنرپیشه اهل آرژانتین بود.
از فیلم‌ها یا مجموعه‌های تلویزیونی که وی در آن‌ها نقش داشته است می‌توان به بدرود، پدربزرگ اشاره نمود.